# كوامي هاريس
كوامي هاريس (بالإنجليزية: Kwame Harris)‏ هو لاعب كرة قدم أمريكية أمريكي، ولد في 15 مارس 1982 في جامايكا.

## وصلات خارجية
- كوامي هاريس على موقع مرجع كرة القدم المحترفة.كوم (الإنجليزية)